# Samoset

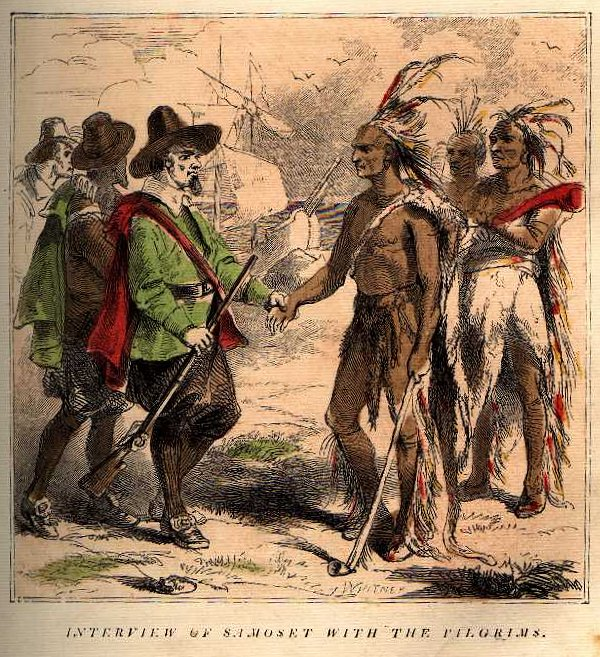
Grabado de 1853 que representa a Samoset reuniéndose con los Padres Peregrinos.

Samoset (ca. 1590-1653) fue el primer americano nativo que hizo contacto con los peregrinos. El 16 de marzo de 1621, los colonos empezaron a sorprenderse cuando Samoset paseaba por el centro del campamento en la Colonia de Plymouth y los saludó en inglés, que había empezado a aprender de un grupo anterior de los ingleses para llegar a lo que hoy es Maine.
Un miembro de la tribu Wampanoag que residía por entonces en lo que hoy es Maine, Samoset era un sagamore (jefe subordinado) de su tribu y estaba de visita con el jefe Massasoit. Había aprendido inglés con la ayuda de los pescadores de Inglaterra que vinieron a pescar en Monhegan. Después de pasar la noche con los peregrinos, regresó dos días después con Squanto, que hablaba mucho mejor el idioma que Samoset.
La ortografía del nombre Samoset varía según las fuentes. Aunque se presentó como Samoset en algunos relatos, en otros se presentó como Somerset. Este anglicismo extraño de este nombre indio americano probablemente llegó de forma natural a los exploradores ingleses, muchos de los cuales provenían de la zona oeste. Incluso el capitán Christopher Levett, originario de Yorkshire, se refirió a este nativo americano como Somerset en el relato de su viaje para explorar Nueva Inglaterra en 1623 y 1624. El capitán Levett entrenó a Samoset, junto con otros líderes nativos americanos, en 1624 en el puerto de la actual Portland, Maine.